# Vigilantismus
Vigilantismus (lateinisch vigilans, wachsam) ist Gewalt jenseits des Gewaltmonopols des Staates, bei dem eigenmächtiges Bestrafen und die Herstellung von Gerechtigkeit  im Vordergrund stehen. Anhänger selbst ernannter Bürgerwehren oder Nachbarschaftswachen, die „das Recht in die eigenen Hände“ nehmen (Selbstjustiz verüben), werden als Vigilanten bezeichnet.
Eine moderne Begehungsform ist die Denunziation vermeintlicher Straftäter im Internet (englisch Internet Vigilantism) als eine radikale Form des Online-Aktivismus.

## Übersicht
Der Politikwissenschaftler David Kowalewski zählt Vigilanten „zu den gewalttätigsten gesellschaftlichen Gruppierungen überhaupt“.
Während eine Vielzahl der Autoren den Vigilantismus anhand der Weststaatengeschichte in den USA untersucht, betrachtet die aktuellere Gewaltforschung das Phänomen im internationalen Vergleich. Das Forschungsfeld reicht von salvadorianischen Todesschwadronen und europäischen Skinheads über die Morde und das Verschwindenlassen von „Andersdenkenden“ im Reservat Pine Ridge, das Vorgehen gegen Dissidenten in der Sowjetunion durch Veteranen des Afghanistankriegs und Vigilanten der Operation Phoenix der CIA in Südvietnam bis zu den US-amerikanischen Prohibitionisten.
Die Vigilanten fühlen sich in ihrem Terror durch politische Eliten gedeckt, besonders wenn die „Anhänger einer Gegenbewegung“ von den Eliten als „Sympathisanten“ denunziert werden. Mitunter werden Vigilanten auch seitens der Regierung oder gesellschaftlicher Eliten nicht nur geduldet, sondern auch mit Informationen, Unterkünften und Waffen versorgt, um sich nicht selbst die Hände schmutzig zu machen („Pontius-Pilatus-Syndrom“). Im Unterschied zur allgemeinen Gewaltkriminalität ist Vigilantismus jedoch nicht durch eigennützige Motive wie Habgier geprägt, sondern nimmt für sich die normative Steuerung des Verhaltens anderer in Anspruch und die Verteidigung oder Wiederherstellung von „Recht und Ordnung“. So töteten Vigilanten in Kolumbien vor allem Bettler, Prostituierte und Homosexuelle.
Um der Gewalt etwas entgegenzusetzen, entstehen bisweilen Selbstschutzorganisationen wie die „Deacons for Defense and Justice“, die sich organisiert gegen den Terror des Ku-Klux-Klans stellten.

## Typologie
Vigilantismus steht in einem spezifischen Spannungsverhältnis zum Gewaltmonopol des Staates. Insofern lassen sich drei Idealtypen von Vigilantismus unterscheiden.
- Handeln an Stelle des Staates: Die Vigilanten handeln stellvertretend für eine Staatsmacht, die aus unterschiedlichen Gründen nicht präsent ist. Das Handeln wird als Verteidigungsmaßnahme und Schutz eigener Rechtsgüter legitimiert. Es tritt temporär an die Stelle einer eigentlich erwünschten staatlichen Ordnung. Ein historisches Beispiel ist das San Francisco Committee of Vigilance von 1851 (siehe Geschichte der Stadt San Francisco). Ein weiteres Beispiel: der Overather Kartoffelkrieg. Im deutschen Recht ist dies durch den Notwehrparagraphen legitimiert, wonach im Falle einer Notwehr Gewalt angewandt werden darf, ohne Rücksicht auf den Verhaltnismäßigkeitsgrundsatz („Das Recht braucht dem Unrecht nicht zu weichen“). Allerdings ist dieses Recht rein defensiv zur Abwehr einer unmittelbaren gegenwärtigen rechtswidrigen Handlung auf sich selbst oder andere anwendbar, nicht jedoch zur präventiven Abwehr.

- Handeln als der bessere Staat: Die Akteure richten sich gegen die konkrete staatliche Rechtsetzung und Praxis des Strafens, die als „nicht hart genug“ empfunden wird und deshalb „erweitert“ werden soll. Das staatliche Gewaltmonopol wird offensiv gebrochen, um eigenmächtig Verhaltensweisen zu sanktionieren, die der Staat toleriert, insbesondere kulturelle Devianz wie Homosexualität oder Abtreibung.[6] Das Handeln hat Signalfunktion. Es dient zumeist der Herstellung „wahrer“ oder „höherer“ Gerechtigkeit[7] und soll die rechtspolitische Debatte beeinflussen.

- Handeln jenseits des Staates: Es soll gewaltsam eine andere als die staatliche Ordnung errichtet werden. Die bestehende Ordnung wird als illegitim abgelehnt, soll jedoch nicht notwendig in Gänze abgeschafft werden. Die Vigilanten verfügen über einen hohen Organisationsgrad, etwa in Gestalt von bewaffneten Milizen und Banden, die sich auf die Kontrolle bestimmter Landesteile beschränken können, um dort einen eigenen Rechtsraum zu etablieren. Ein Beispiel ist der IS.

## Vigilantismus in Europa
Kritiker sehen in solchen Gruppen eine demokratisch nicht legitimierte Privatpolizei, deren Selbstjustiz das staatliche Gewaltmonopol untergrabe. Während die meisten vigilantistischen Bürgerwehren sich als Protestgruppen inszenieren, sind die Übergänge zum (meist Rechts-)Terrorismus fließend.
Vigilantistische und rechtsextreme Gruppen überschneiden sich zwar, doch ist die ideologische Fundierung der einzelnen Bürgerwehren komplexer und unterscheidet sich nach der zu schützenden Gruppe (z. B. „das Volk“, die Bevölkerung eines Wohngebietes, eine bestimmte religiöse Gruppe) und den dazu legitimen Mitteln. Beachtliches Aufsehen erregten beispielsweise eine salafistische Bürgerwehr in Wuppertal, die sich als „Sharia Police“ bezeichnete, oder als "Sittenwächter" titulierte Mitglieder einer Gruppe in Wien, die Frauen und deren Familien bedrohten, wenn diese aus ihrer Sicht zu "westlich" lebten. Als eine Reaktion auf die Flüchtlingskrise in Deutschland ab 2015 bzw. in ganz Europa sowie auf die sexuellen Übergriffe in der Silvesternacht 2015/16 in Köln schlossen sich in sozialen Netzwerken sowie in Wien, Graz und kurzzeitig in Köln Aktivisten zu „Bürgerwehren“ zusammen, um Frauen vor einer empfundenen Gefahr durch muslimische Männer zu schützen.
Auch die dem NSU angelasteten Morde werden als Beispiel für Vigilantismus in Deutschland angeführt.
In Bulgarien, Estland und Ungarn patrouillieren zum Teil schwerbewaffnete Freiwillige an den Grenzen, um illegale Grenzübertritte zu verhindern.
Vigilantismus fand sich nach Mike Davis im zaristischen Russland bei den „Schwarzen Hundert“, im Terror der italienischen Landbesitzer Süditaliens sowie in Barcelona zwischen 1917 und 1921, als Arbeitgeber gegen Streikende Auftragsmörder beauftragten.

## Vigilantismus in der Weststaatengeschichte der USA
Der Vigilantismus, besonders in der Reconstruction-Ära der Vereinigten Staaten, bedient sich der Methoden des anhaltenden Terrors „durch grundlose Verhaftungen, Chain Gangs, Brandstiftung, Massaker, Mord und öffentlichen Lynchmord“. Bekannt wurden Vigilantenvereinigungen auch als Werkschutzkräfte und Privatdetektivagenturen wie die Pinkerton-Detektei oder die kalifornischen Farmers’ Protective Leagues (1933) und der Order of the Caucasians im Westen der USA, die jeweils auf streikende Einwanderer Jagd machten, sowie im Süden der USA der Ku-Klux-Klan, der als organisierte Rassistengruppe gegen Afroamerikaner seinen Terror organisierte. Zur Ausbreitung des bandenförmigen Vigilantismus in Kalifornien – z. B. der Glanton Gang – gehörten auch genozidale Gewalt, brutale Raubzüge, Marodieren.
Die ersten sogenannten „Committees of Vigilance“ formten sich 1851 in San Francisco als Bürgerwehr, tatsächlich mit der Absicht, „das Gesetz in die eigenen Hände zu nehmen“. Die Mitglieder des Committees – darunter viele angesehene Bürger – waren über die politischen Zustände im Land erbost, denn die gewählten Politiker und Amtsträger waren bestechlich und schützten viele bekannte Verbrecher oder nahmen es mit dem Gesetz selber nicht so genau. Das Committee nahm mehrere Schwerverbrecher fest, hielt ihnen (kurzen) Prozess und hängte sie auf. Diese Aktionen erfüllten insofern das Ziel, als in den darauffolgenden Wahlen die Forderungen der Komiteemitglieder erfüllt wurden.
Mike Davis – der den Vigilantismus in der Geschichte Kaliforniens untersucht – stellt fest, dass eine Vielzahl von Minderheiten Ziele des Terrors wurden: „darunter indianische Ureinwohner, Iren, Punjabis, Chinesen, Japaner, Philippiner, Afroamerikaner, Mexikaner und Okies (...), außerdem Radikale und Gewerkschafter aller Art“. Von der privaten Versklavung, der Rekrutierung zur billigen Haushaltshilfe, sexualisierter Gewalt und Vergewaltigung sowie dem Kinderraub waren vor allem Kinder und Frauen betroffen.

### Vigilante-Man
Der „Vigilante-Man“, der nach einem Song von Woody Guthrie mit „abgesägter Schrotflinte in der Hand“ streikende Arbeiter und Arbeiterinnen niederschießt, wurde zu einer Symbolfigur der „Großen Depression“ in den 1930er-Jahren in Kalifornien. Die Vigilanten-Farmer entwickelten dabei einen „ethno-rassistischen“ Terror gegen die unteren Klassen. Beschwerden bei den örtlichen Sheriffs wurden zunächst nicht angenommen. Nach dem Generalstreik in San Francisco beteiligten sich auch die verfassungsgemäßen Ordnungshüter am Terror gegen die Streikbewegung, die sich vorwiegend aus mexikanischen Einwanderern zusammensetzte. John Steinbeck erinnerte an den Terror dieses Vigilantismus in den Romanen Stürmische Ernte und Früchte des Zorns.
Als Neo-Vigilanten werden in der George-Bush-Ära mediengewandte Personen bezeichnet, die beanspruchen, mit Waffengewalt die mexikanische Grenze zu kontrollieren.
Besondere Bekanntheit erlangte ein Bewohner einer Gated Community in Sanford, Florida, der als Mitglied einer „Nachbarschaftswache“ im Februar 2012 den 17-jährigen Trayvon Martin auf „Streife“ erschoss.

### Soziale Basis des Vigilantismus
Nach den Studien Robert Ingalls über Tampa sowie Ray Abrahams über Vigilante Citizens, der hierbei internationale Erscheinungsformen von Vigilantengruppen erforscht, erfüllt der Vigilantismus die Funktion, die Herrschaft von Eliten aufrechtzuerhalten. Nach Richard Brown, der den Vigilantismus der Frontiers untersuchte, ist „der typische Anführer der Vigilanten ein ehrgeiziger junger Mann aus den alten Niederlassungen im Osten (…). Sie wollten eine Position in den Oberschichten der neuen Gemeinde derer entsprechend einnehmen, die sie in ihren Herkunftsorten innehatten oder anstrebten.“ Mike Davis sieht einen Unterschied in der Sozialstruktur des viktorianischen Vigilanten in der kalifornischen Geschichte des 19. Jahrhunderts gegenüber dem des 20. Jahrhunderts. Der viktorianische Vigilantismus wurde mit Ausnahme der Vigilantenexzesse von 1850 in San Francisco von weißen Bauern, Arbeitern und Kleinunternehmern – einer extremistischen Mitte der Gesellschaft – getragen. Er war geprägt von Verschwörungstheorien, nach der eine Elite das Land mit „Ausländern“ und „Kulis“ überschwemmen wolle. Die viktorianische Vigilantismus-Bewegung appellierte in ihrem Nativismus an die Werte der Jackson-Ära und wendete sich gegen die Abschaffung „der Monopolstellung weißer Arbeit“ (Davis). Im 20. Jahrhundert führten wohlhabendere lokale Eliten die Vigilantismus-Bewegungen an und richteten sich gegen Asiaten, Gewerkschafter und linke Intellektuelle. Als der Vigilantismus in den 1930er-Jahren ungekannte Ausmaße annahm, wurde er von „der faschistischen Farmers Association angeführt“.

### Rechtfertigungsstrategien des Vigilantismus
Eine Grundargumentation zur Rechtfertigung des Vigilantismus findet sich in Behauptungen, man müsse das Recht selbst in die eigenen Hände nehmen, „weil der Staat entweder nicht vorhanden oder in den Händen von Verbrechern sei oder seine grundlegenden Verpflichtungen nicht erfülle“. So habe man selbst das Recht, das Privateigentum zu verteidigen oder Einwanderungsgesetze zu vollstrecken. Besonders die Westerner rechtfertigten ihren Terror mit Hinweisen auf das Gesetz und das Frontier-Prinzip „posse comitatus“. Diese Frontier-Demokratie wird noch heute als „gesunde Tradition spontaner kommunaler Rechtsprechung“ romantisiert und gefeiert. Persönlichkeiten wie Hubert Howe Bancroft, Leland Stanford und Theodore Roosevelt lobten und verteidigten zahlreiche Formen des Vigilantismus in den Weststaaten und trugen damit zur Legitimation bei. Dagegen beriefen sich Vigilanten in den Südstaaten deutlicher auf „rassistisch begründete Vorrechte und weiße Ehre“ (Davis) und fanden über ihre Region hinaus weniger Unterstützung. Auch die Manifest Destiny diente sogenannten weißen Wilden wie Galton der Rechtfertigung von Terrorismus.

## Audio
- Bürgerwehren in Deutschland. Auf Streife in der Nachbarschaft. Deutschlandfunk 8. Januar 2020, Audio-Version 69.37 Minuten